# فرداآباد
فرداآباد (به لاتین: Fardabad) یک منطقهٔ مسکونی در بنگلادش است که در استان چیتاگونگ واقع شده‌است. فرداآباد ۱۰٬۳۸۱ نفر جمعیت دارد.